# Shah Marai
Shah Marai, né le 5 février 1977 à Kaboul en Afghanistan, est un photojournaliste afghan, chef du service photo du bureau de l’agence France-Presse à Kaboul, pour laquelle il travaille depuis 1996. 
Il est assassiné le 30 avril 2018 par un double attentat à la bombe au cours duquel au moins vingt-cinq personnes sont tuées, dont huit autres journalistes.

## Biographie
Shah Marai naît le 5 février 1977 à Kaboul en Afghanistan.

### Carrière à l’AFP
Shah Marai commence à travailler pour l’agence France-Presse (AFP) en 1996, comme chauffeur et interprète. À partir de 1998, il appréhende peu à peu la photographie, toujours pour le compte de l’agence. Il exerce essentiellement dans la clandestinité, car les photographies d’êtres vivants sont proscrites par le régime taliban, ce qui l’oblige à dissimuler son appareil reflex et à ne pas signer ses clichés — ainsi qu’il l’explique dans un billet de blog publié en 2016. Parfois menacé, il souffre également du dos après avoir été frappé par des talibans et est opéré en 2013 pour ce motif,.
Alors que les journalistes occidentaux sont chassés du pays en 2000, il y demeure et poursuit tant bien que mal son travail. Il assiste en 2001 à l’invasion de l’Afghanistan par la coalition menée par les États-Unis et au recul des Talibans qui s’ensuit, synonymes d’espoir — que le photographe illustre au travers de ses clichés.
Les combats perdurent, les attentats se succèdent jusque dans les années 2010 et Shah Marai, devenu chef du service photo, dit perdre espoir de voir son pays sortir de la violence ; l’un de ses collègues photographe de l’AFP, Sardar Ahmad, est assassiné en 2014 avec sa femme et deux de ses enfants. Shah Marai continue néanmoins d’exercer et de témoigner à la fois des drames humains et de la vie quotidienne des Afghans. Il est par ailleurs marié et père de six enfants, dont deux sont aveugles.

### Mort
Le 30 avril 2018, une bombe explose dans le quartier du centre de Kaboul qui accueille édifices gouvernementaux et ambassades étrangères. Shah Marai est sur place quand un kamikaze déclenche un second engin explosif au milieu des secouristes et des journalistes ; le photojournaliste meurt à l’âge de 41 ans et huit confrères périssent à ses côtés,. L’attentat est revendiqué par l’État islamique et la police afghane estime que la seconde explosion visait la presse.

## Hommages posthumes
Shah Marai est décrit comme un homme facétieux, doux, plein d’humanité et talentueux par ses anciens collègues,. Selon l’ancien chef du bureau de l’AFP pour l’Afghanistan et le Pakistan, Emmanuel Duparcq, « Shah Marai, comme les autres journalistes afghans, avait le souci de témoigner vers l’extérieur, pour que son pays ne soit pas oublié […] » ; ils « ont aussi la volonté de montrer ce qu’il y a de positif dans la vie quotidienne de leurs compatriotes ».
L’ONG Amnesty International dévoile en septembre 2018 une fresque peinte sur un mur de Kaboul, laquelle représente la silhouette de défenseurs des droits humains et, au premier plan, Shah Marai, un appareil photo à la main.

### Concours photo Shah Marai «Mon Afghanistan»
L’Agence France Presse, crée un prix qui porte son nom et vise à encourager le travail de photojournalistes afghans.
- 2019 : Farshad Usyan, photographe indépendant originaire de Mazar-i-Sharif dans le nord de l’Afghanistan, remporte la première édition pour une série d’images montrant le quotidien de ses compatriotes[12].
- 2020 : Naim Nadir, photographe indépendant originaire de Kaboul, remporte la deuxième édition, pour une série de portraits d’hommes en noir et blanc[13].
- 2021 : Aref Karimi, photographe originaire de Hérat, pour une série d’images décrivant la production de soie dans la province de Hérat, et Mohammad Ismail, basé à Kaboul et travaillant pour l’agence Reuters, pour un cliché montrant un jeune Afghan amputé en train de s’entraîner dans une piscine[14].
- 2022 : Suspended
- 2023 : Suspended
- 2024 : Suspended